# Harley-Davidson Trike
Per trike (abbreviazione informale del termine tricycle), in italiano triciclo a motore, indica la gamma di veicoli a tre ruote prodotta dalla casa motociclistica Harley-Davidson a partire dal 2009.

## Storia
I primi trike venduti dalla Harley-Davidson vennero prodotti tra il 1932 e il 1973 e sono conosciuti più comunemente come  Servi-Car.

## Rilancio deltrike
La Harley nel 2008 stipulò un accordo con la Lehman Trikes che ha sede a Spearfish, Dakota del Sud per la fornitura di componenti, per la conversione e il montaggio finale dei veicoli a tre ruote. L'accordo rimase in vigore fino alla morte del titolare dell'azienda, John Lehman, avvenuta nel 2012. Da allora l'assemblaggio finale di questi veicoli avviene negli stabilimenti della Harley-Davidson di York, Pennsylvania.
A differenza dei predecessori servi car, veicoli progettati come mezzi di servizio per le officine, i nuovi trike sono stati concepiti per il turismo. 
Harley-Davidson spera con questo modello di assicurarsi una nuova fetta di mercato che ogni anno cresce sempre di più, che preferisce questi mezzi per la loro intrinseca maggior stabilità e sicurezza alla guida.

## Modelli

### Harley-Davidson Tri Glide Ultra Classic
Il modello Harley-Davidson Tri Glide Ultra Classic, primo della nuova generazione (presentato nel 2009), si distingue dal più piccolo Freewheeler per avere l'avantreno del Harley-Davidson Electra Glide.
La Harley-Davidson ha prodotto anche un secondo modello di veicolo a tre ruote con lo stesso avantreno, ma con una dotazione di accessori minore: lo Street Glide che però è restato in produzione solo per un breve periodo.

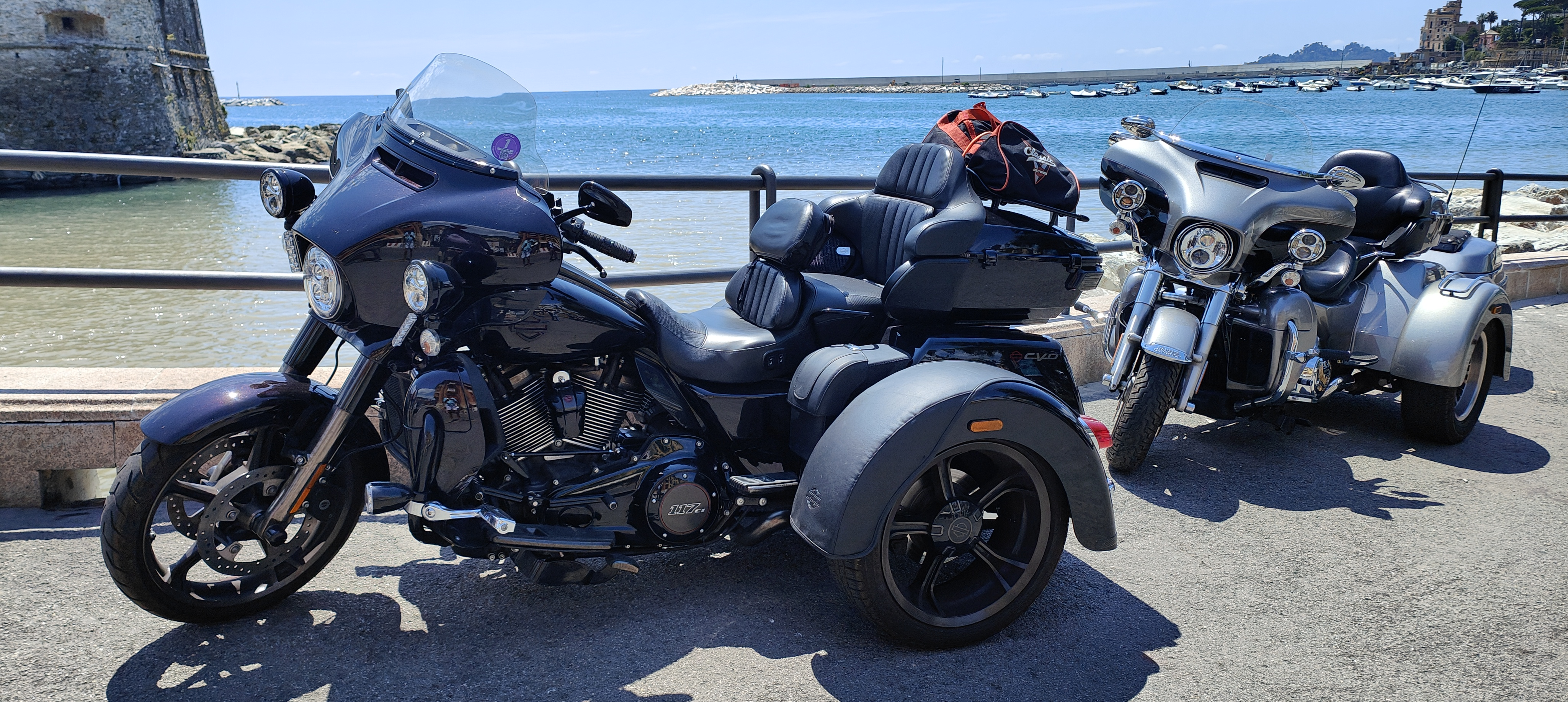
Due Tri Glide fotografate a Rapallo

### Freewheeler
La Harley-Davidson Freewheeler è un trike introdotto da Harley-Davidson nel 2014 (FLRT).
Monta un motore bicilindrico a V da 1.690 cc di cilindrata, raffreddato ad aria con 142 N • m (105 lbf • ft) di coppia e un cambio a sei marce con retromarcia. 
Il modello si distingue dal Harley-Davidson Tri Glide Ultra Classic per il mini manubrio Ape Hanger e avantreno privo di batwing che rende tale mezzo più simile al fatboy.